# Laurentius Fabritius
Laurentius Fabritius (* um 1535 in Uerdingen; † 22. Juli 1600 in Köln) war Weihbischof im Erzbistum Köln.

## Leben
Nach seinem Studium promovierte Fabritius zum Dr. theol. und war ab 1582 Kaplan des Bischofs-Administrators von Münster, Johann Wilhelm von Jülich-Kleve-Berg. Hier an der Umsetzung der tridentinischen Reformforderungen beteiligt, wurde er nach der Resignation des Administrators 1585 Pfarrer an St. Remigius in Bonn, resignierte auf diese Stelle jedoch bereits im Jahre 1587.
Vom 26. September 1585 bis 1587 Kanoniker am Bonner Stift St. Cassius, wurde er am 1. Dezember 1587 Nachfolger des Weihbischofs Theobald Craschel als Pfarrer an St. Alban in Köln. Schon am 23. März 1588 selbst zum Titularbischof von Cyrene und Weihbischof in Köln ernannt, empfing er am 7. August 1588 in Köln durch den Nuntius Ottavio Mirto Frangipani die Bischofsweihe.
Nachdem Laurentius Fabritius 1589 dem Fürstbischof von Paderborn, Dietrich von Fürstenberg, die Bischofsweihe gespendet hatte, wurde er am 16. Oktober 1592 Domherr in Köln. Da seine Amtshandlungen immer wieder den tridentinischen Forderungen zuwiderliefen, wurde ihm zwischen 1592 und 1599 wiederholt durch den Papst und den Nuntius die Amtsenthebung angedroht. Hierbei konnte er jedoch auf den Schutz des Erzbischofs Ernst von Bayern bauen.
Er stiftete eine Lateinschule (heutiges Gymnasium Fabritianum) in seiner Heimatstadt Uerdingen und wurde nach seinem Tod im Kölner Dom beigesetzt.